# Beatrix von Storch
Beatrix Amelie Ehrengard Eilika von Storch, geboren als Herzogin von Oldenburg (Lübeck, 27 mei 1971) is een Duits politica en een lid van de Bondsdag namens de AfD. Ze is de kleindochter van de laatste rijkskanselier van Nazi-Duitsland, Lutz Schwerin von Krosigk. 

## Biografie
Von Storch studeerde economie in Hamburg en vervolgens rechten in Heidelberg en Lausanne. Daarna begon zij haar loopbaan als advocate. Von Storch was reeds politiek actief tijdens haar studententijd. Na eerder actief geweest te zijn in de FDP werd Von Storch bij verkiezingen voor het Europees Parlement in 2014 voor de AfD gekozen tot lid van het Europees Parlement. Zij sloot zich aan bij de fractie van Europese Conservatieven en Hervormers. Toen deze partij haar – in navolging van de fractie van de Europese Christelijke Politieke Beweging, waarvan zij op persoonlijke titel lid was – dreigde te royeren, verliet zij op 8 april 2016 deze fractie en sloot zich aan bij de fractie van Europa van Vrijheid en Directe Democratie.
Von Storch trad op 23 oktober 2017 af als lid van het Europees Parlement als gevolg van haar verkiezing tot lid van de Bondsdag bij de Duitse Bondsdagverkiezingen van 2017.
Von Storch behoort tot een koninklijk huis, Holstein-Gottorp. Tot dit huis behoren Scandinavische vorstenhuizen, de Romanovs en ook ZKH prins Charles. Ze werd geboren als "Hare Hoogheid de Hertogin van Oldenburg", omdat ze via vaders kant een kleindochter was van Nicolaas van Oldenburg, de erf-groothertog (troonopvolger) van het groothertogdom Oldenburg uit het Huis Holstein-Gottorp. Hij was een neef van de Nederlandse koningin Juliana.
Haar grootvader van moederszijde was graaf Lutz Schwerin von Krosigk, van 1932 tot 1945 minister van Financiën onder Adolf Hitler.
In 2010 huwde zij de zakenman Sven von Storch.